# Hoholi
Hoholi (en ukrainien : Гоголi, Hoholi) ou Gogoli (en russe : Гоголи, Gogoli) est un village du raïon de Vinkivtsi dans l'oblast de Khmelnytskyï, en Ukraine.
Sa population s'élevait à 390 habitants au recensement de 2001.

## Histoire
Fondé en 1652 par Mykyta Gogol, un noble orthodoxe venu de Volynie, le village est aussi le lieu de naissance présumé d'Ostap Gogol, hetman, de 1675 à 1679, de l'Ukraine de la rive droite et ancêtre de Nikolaï Gogol.